# Cherry, Illinois
Cherry är en ort (village) i Bureau County i Illinois. Vid 2020 års folkräkning hade Cherry 435 invånare.